# Vismeistri

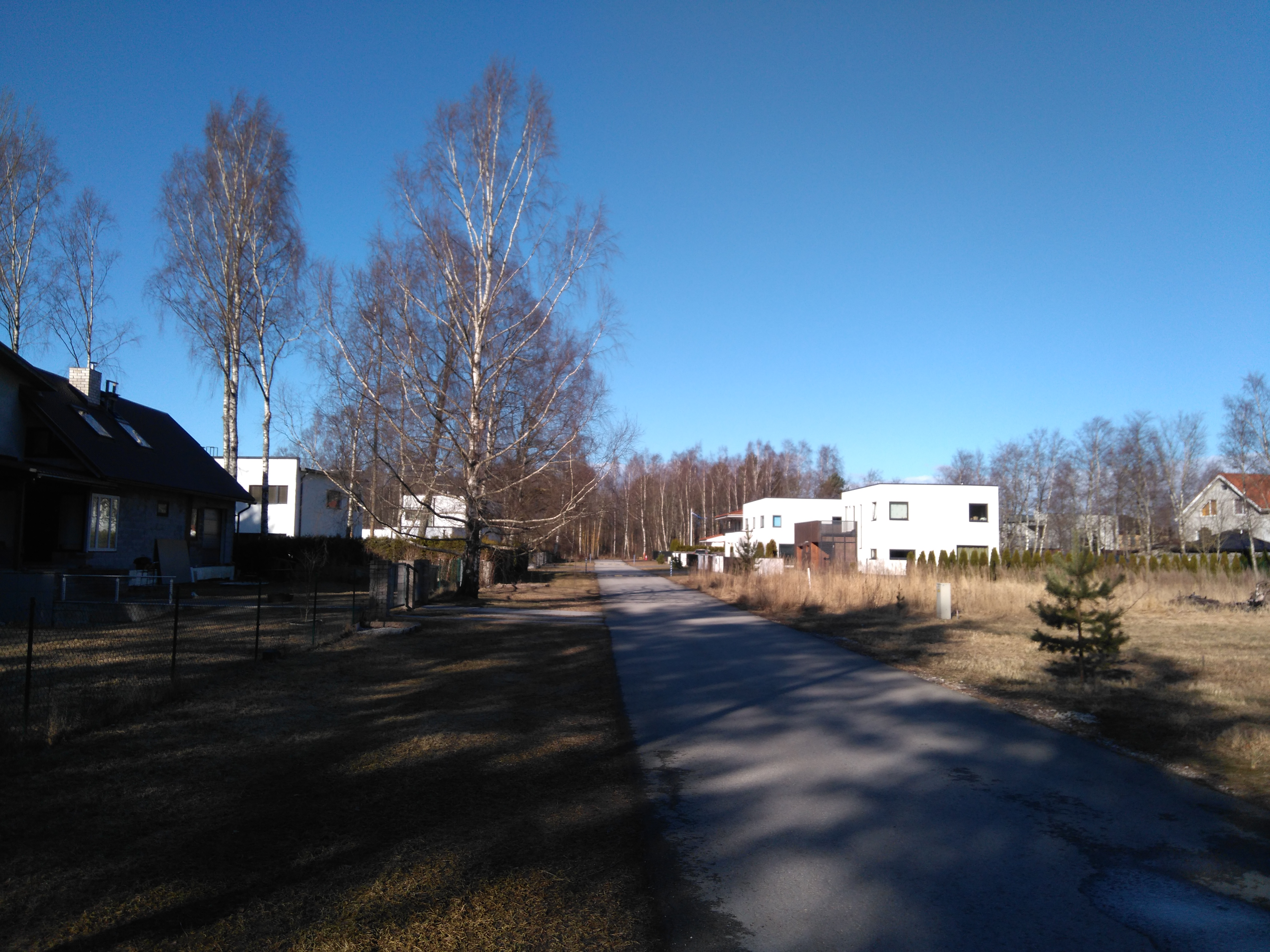
Vismeistri

Vismeistri är en stadsdel i Estlands huvudstad Tallinn, belägen i stadens nordvästra del i Haaberstidistriktet. Stadsdelen hade 1 914 invånare i januari 2017.

## Historia
På platsen låg en by, först omnämnd 1515. Byns historiska tyska namn är Fischmeister. Här fanns under Livländska ordens styre en lokal ämbetsman med uppgift att leverera fisk till ordensriddarna vid Revals (Tallinns) komturi under fastan.